# Cangyuan
Cangyuan (en chino, 沧源; pinyin, Cāngyuán, léase Dsang-Yuán) es un condado autónomo bajo la administración directa de la ciudad-prefectura de Lincang. Se ubica al oeste de la provincia de Yunnan, sur de la República Popular China. Su área es de 2447 km² y su población total para 2020 superó los 160 mil habitantes. 

## Toponimia
Cangyuan significa literalmente "la fuente del Cang" (沧), en referencia al río Lancang (澜沧江), que es el nombre del tramo superior del río Mekong. Lancang a su vez puede venir del nombre del Reino Lancang (澜沧王国) una transliteración al chino de Lan Xang (ລ້ານຊ້າງ lansang) que significa "millón de elefantes".
Como las otras regiones autónomas, se caracteriza por estar asociada a un grupo étnico minoritario, en este caso, los Va. La región recibió la condición de "autónomo" cuando se estableció el "condado autónomo va de Cangyuan" en 1951.

## Administración
El condado autónomo de Cangyuan se divide en 11 pueblos que se administran en 4 poblados y 6 villas.